# بابلو شاكون
بابلو شاكون (بالإسبانية: Pablo Chacón) مواليد 22 مايو 1975 في محافظة مندوزا، الأرجنتين، هو ملاكم أرجنتيني يصنف ضمن فئة وزن الريشة بدأ مسيرته الاحترافية سنة 1996 حيث انتصر في نزاله الأول. حقق بطولة منظمة الملاكمة العالمية. حقق الميدالية البرونزية في الألعاب الأولمبية الصيفية 1996.

## إحصائيات
خاض خلال مسيرته 61 نزالا، فاز في 54 ولم يتعادل وخسر في 7. فاز بالضربة القاضية في 37 نزالا.

## الميداليات
| الميدالية | المسابقة                       |
| --------- | ------------------------------ |
| برونزية   | الألعاب الأولمبية الصيفية 1996 |

## روابط خارجية
- بابلو شاكون على موقع بوكس ريك (الإنجليزية) (registration required)
- بابلو شاكون على موقع أوليمبيديا (الإنجليزية)